# Miracythere novaspecta
Miracythere novaspecta är en kräftdjursart som beskrevs av N. de B. Hornibrook 1952. Miracythere novaspecta ingår i släktet Miracythere och familjen Bythocytheridae. Inga underarter finns listade i Catalogue of Life.